# Zabołocie (gmina)
Zabołocie (w 1919 alt. Zabłocie) – dawna gmina wiejska funkcjonująca pod zwierzchnictwem polskim w latach 1919–1920 na obszarze tzw. administracyjnego okręgu mińskiego. Siedzibą władz gminy było Zabołocie.
Początkowo gmina należała do powiatu bobrujskiego w guberni mińskiej. 15 września 1919 roku gmina wraz z powiatem bobrujskim weszła w skład administrowanego przez Zarząd Cywilny Ziem Wschodnich okręgu mińskiego.
Po wytyczeniu granicy wschodniej gmina znalazła się poza terytorium II Rzeczypospolitej.